# Piotr Makarewicz (1893–1940)
Piotr Makarewicz (ur. 14 listopada 1893 w Szpikołosach, pow. hrubieszowski, zm. między 10 a 13 maja 1940 w Katyniu) – porucznik rezerwy piechoty Wojska Polskiego, ofiara zbrodni katyńskiej.

## Życiorys
Był synem Teodora i Katarzyny z Rudników. Absolwent hrubieszowskiego gimnazjum. Ukończył kursy handlowe w Jekatierynosławiu i Nikołajewską Szkołę Oficerską w Kijowie. Po wybuchu I wojny światowej powołany do armii rosyjskiej. Brał udział w wojnie polsko-bolszewickiej w szeregach 9 pułku piechoty Legionów. 1 kwietnia 1920 został zatwierdzony w stopniu porucznika w korpusie oficerów piechoty. W styczniu 1922 był porucznikiem rezerwy piechoty i posiadał 2048 lokatę wśród oficerów rezerwy piechoty. W 1923 i 1924 był przydzielony do 60 pułku piechoty. W 1932 był oficerem rezerwy 9 pułku piechoty Legionów i podlegał pod PKU Lublin- Miasto.   
Był członkiem Bezpartyjnego Bloku Współpracy z Rządem. W 1928 podpisał deklarację wyborczą tej partii, która wraz podpisami ukazała się w ówczesnej prasie. Na przełomie lat 20. i 30. był burmistrzem Hrubieszowa. Za jego kadencji wybudowano w Hrubieszowie Dom Sokoła (obecny sąd) dla Towarzystwa Gimnastycznego „Sokół” oraz budynek szkoły (obecny budynek Szkoły Podstawowej nr 2). Zła sytuacja finansowa zmusza małżeństwo Makarewiczów do sprzedaży domu i wyjazdu do Suwałk, gdzie Piotr Makarewicz otrzymał posadę wójta.
W czasie kampanii wrześniowej 1939, po agresji ZSRR na Polskę, w nieznanych okolicznościach dostał się do niewoli sowieckiej. Według stanu z maja 1940 był jeńcem obozu w Kozielsku. Między 10 a 11 maja 1940 przekazany do dyspozycji naczelnika Zarządu NKWD Obwodu Smoleńskiego – lista wywózkowa  054/3 poz. 14 nr akt 53, z 5 maja 1940. Został zamordowany między 11 a 13 maja 1940 w lesie katyńskim przez funkcjonariuszy Obwodowego Zarządu NKWD w Smoleńsku oraz pracowników NKWD przybyłych z Moskwy na mocy decyzji Biura Politycznego KC WKP(b) z 5 marca 1940. Ofiary tej zbrodni grzebano w bezimiennych mogiłach zbiorowych, gdzie od 28 lipca 2000 mieści się oficjalnie Polski Cmentarz Wojenny w Katyniu. W miejscu tym prowadzone były ekshumacje i prace archeologiczne, jednak Piotr Makarewicz nie został zidentyfikowany. Krewni w 1946 poszukiwali informacji przez Biuro Informacji i Badań Polskiego Czerwonego Krzyża w Warszawie.
5 października 2007 minister obrony narodowej Aleksander Szczygło mianował go pośmiertnie na stopień kapitana. Awans został ogłoszony 9 listopada 2007 w Warszawie, w trakcie uroczystości „Katyń Pamiętamy – Uczcijmy Pamięć Bohaterów”.

### Życie prywatne
Był żonaty z Janiną z Czarkowskich, z którą miał dwie córki. Mieszkali w domu przy obecnej ulicy Narutowicza 2. Po wybuchu wojny obie córki zginęły podczas katastrofy samolotu, którym podjęły próbę ucieczki z Polski wraz z narzeczonym – pilotem – jednej z nich. Janina Makarewicz zmarła na zawał serca widząc śmierć dzieci.

## Ordery i odznaczenia
- Srebrny Krzyż Zasługi (12 stycznia 1928)[18]
- Krzyż Kampanii Wrześniowej – pośmiertnie 1 stycznia 1986[19]